# Macedonia (Grecia)

Il "Sole di Verghina", simbolo dell'antico stato di Macedonia e della Macedonia greca.

La Macedonia (o Macedonia greca; in greco Μακεδονία?, Makedonía) è una regione della Grecia che si estende per 34177 km² ed ha 2 625 681 abitanti.

## Storia
Per capire meglio la storia della Macedonia, basta pensare al regno macedone di Filippo il Grande, inventore della famosa falange macedone che sottomise le città-stato greche, e al figlio Alessandro Magno che fondò l'Impero Macedone, conquistando il territorio che era stato dell'Impero Persiano, antagonista storico del mondo politico greco.
Nel 168 a.C., quando Perseo fu sconfitto alla battaglia di Pidna, la Macedonia divenne provincia romana.
Alla fine del XIX secolo la Macedonia fu teatro di lotta per la sua liberazione contro il dominio ottomano. Nel 1912 con la prima guerra balcanica le truppe turche si ritirarono sotto l'avanzata di Grecia, Serbia e Bulgaria.

## Geografia fisica

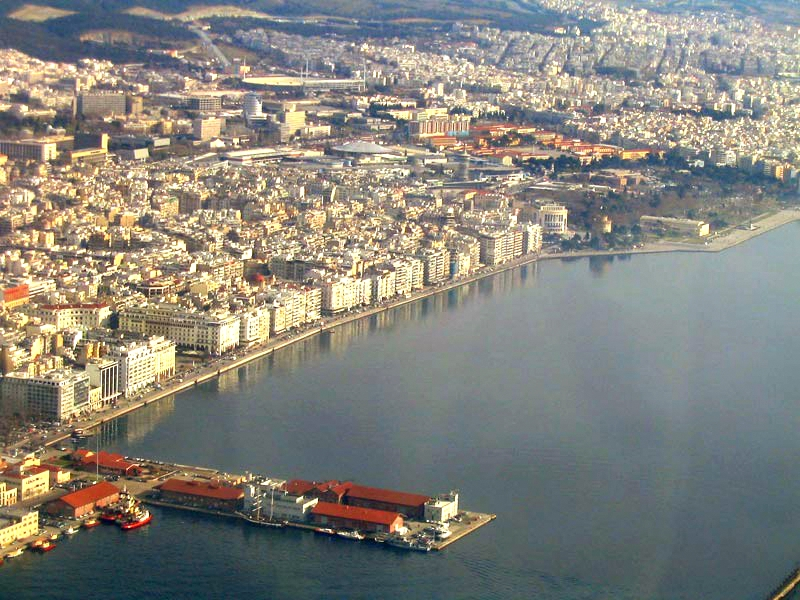
Salonicco.

Il territorio della regione è suddiviso in 3 delle regioni amministrative chiamate "periferie" (perifereies):
- Periferia della Macedonia Occidentale
- Periferia della Macedonia Centrale
- Periferia della Macedonia Orientale e Tracia (esclusa la Tracia)

A queste si aggiunge lo Stato Monastico Autonomo del Monte Athos.
Fino al 2010 il territorio corrispondeva a quello di 13 "prefetture" (nomoi), ora soppresse.

### Capoluogo
Salonicco, o in greco Θεσσαλονίκη (trascritto Thessaloniki e in italiano "Tessalonica") è la città capoluogo della Macedonia greca e dell'euroregione della Macedonia Centrale, equivalente alla periferia greca.

### Economia
L'economia di questa regione si basa essenzialmente sul turismo.

## Inno della Macedonia Greca
| Greco | Greco traslitterato | Italiano |
| --- | --- | --- |
| ΜΑΚΕΔΟΝΙΑ ΞΑΚΟΥΣΤΗ Μακεδονία ξακουστή του Αλεξάνδρου η χώρα, που έδιωξες τους βάρβαρους κι ελεύθερη είσαι τώρα! ήσουν και θα ΄σαι ελληνική, ελλήνων το καμάρι, κι έμεις τα Ελληνόπουλα, σου πλέκουμε στεφάνι. Οι Μακεδόνες δεν μπορούν να ζούνε σκλαβομένοι, όλα και αν τα έχασαν η λεφτεριά τους μένει! | MAKEDONIA KSAKUSTI Makedonìa ksakustì, tu Alexàndru i hòra, pu èdiokses tus vàrvarus, ki elèftheri ìsse tòra! ìsun ke tha se ellinikì, ellìnon to kamàri, ki èmis ta Ellinòpula, su plèkume stefàni! i Makedònes den borùn na szùne sklavomèni, òla ke an ta èhasan i lefterià tus mènei! | MACEDONIA FAMOSA Macedonia famosa paese di Alessandro, che hai fatto andar via i barbari ed ora sei libera. Eri e sarai greca l'orgoglio dei Greci e noi figli della Grecia ti intrecciamo una ghirlanda! I macedoni non possono vivere asserviti, e anche se perdessero tutto resta a loro la libertà! |

Campione audio
 Makedonia ksakusti